# 納亞帕拉難民營
納亞帕拉難民營是孟加拉国吉大港專區科克斯巴扎爾縣代格納夫烏帕齊拉的一個難民營。營地主要居民為因宗教迫害而逃離緬甸的罗兴亚人。這是科克斯巴扎爾縣內兩個官方難民營的其中一個，另一個是庫圖帕朗難民營。截至2017年7月，庫圖帕隆和納亞帕拉的兩個難民營共有約30,000名登記難民。到了2017年9月，联合国难民署估計，兩個難民營的總人口增加到了77,000多人。截至2018年1月14日，納亞帕拉難民營估計約有23,065人。
2021年1月14日，難民營發生火災，導致約550個庇護所被燒毀。